# Supercopa d'Europa de futbol 2004
La Supercopa d'Europa 2004 es va disputar el 27 d'agost de 2004 i va enfrontar el València CF i el FC Porto a l'Estadi Louis II de Mònaco.
El València CF va disputar el partit com a campió de la Copa de la UEFA 2003-2004 després de vèncer en la final al Olympique de Marsella. El FC Porto ho va fer com a campió de la Lliga de Campions de la UEFA 2003-04 guanyant en la final a l'AS Monaco FC.
Com a curiositat, els dos entrenadors que van guanyar els respectius títols, ja no estaven en els equips. Rafael Benítez era el nou entrenador del Liverpool FC i Jose Mourinho havia marxat a entrenar al Chelsea FC. El València CF va guanyar el partit 2–1.

## Detalls del partit
| FC Porto             | 1 – 2    | València CF                          |
| -------------------- | -------- | ------------------------------------ |
| Ricardo Quaresma 77' | (Report) | Rubén Baraja 31' · Marco Di Vaio 61' |

 Estadi Louis II, Mònaco
| FC Porto | València CF |

| FC PORTO:        |    |                   |     |     |
|                  |    |                   |     |     |
| POR              | 99 | Vítor Baía        |     |     |
| DEF              | 22 | Giurkas Sitaridis |     |     |
| DEF              | 2  | Jorge Costa (c)   | 52' |     |
| DEF              | 7  | Pepe              |     |     |
| DEF              | 8  | Nuno Valente      |     |     |
| MIG              | 6  | Costinha          |     |     |
| MIG              | 18 | Maniche           |     |     |
| MIG              | 4  | Hugo Leal         |     | 61' |
| MIG              | 19 | Carlos Alberto    |     |     |
| DAV              | 41 | Hélder Postiga    |     |     |
| DAV              | 77 | Benni McCarthy    | 40' | 72' |
| Substituts:      |    |                   |     |     |
| POR              | 13 | Nuno              |     |     |
| DEF              | 3  | Pedro Emanuel     |     |     |
| DEF              | 5  | Ricardo Costa     |     |     |
| DAV              | 10 | Ricardo Quaresma  | 72' | 61' |
| DEF              | 12 | César Peixoto     |     | 72' |
| MIG              | 29 | Hugo Almeida      |     |     |
| MIG              | 33 | Raul Meireles     |     |     |
| Entrenador:      |    |                   |     |     |
| Víctor Fernández |    |                   |     |     |

| VALÈNCIA CF:    |    |                    |     |     |
|                 |    |                    |     |     |
| POR             | 1  | Santiago Cañizares |     |     |
| DEF             | 23 | Curro Torres       |     |     |
| DEF             | 17 | David Navarro      | 16' |     |
| DEF             | 5  | Carlos Marchena    |     |     |
| DEF             | 15 | Amedeo Carboni     | 90' |     |
| MIG             | 14 | Vicente            |     |     |
| MIG             | 8  | Rubén Baraja       |     |     |
| MIG             | 6  | David Albelda (c)  | 40' |     |
| MIG             | 19 | Francisco Rufete   |     |     |
| DAV             | 9  | Bernardo Corradi   |     | 89' |
| DAV             | 11 | Marco Di Vaio      |     | 77' |
| Substituts:     |    |                    |     |     |
| POR             | 13 | Andreu Palop       |     |     |
| MIG             | 7  | Stefano Fiore      |     |     |
| DEF             | 12 | Marco Caneira      |     |     |
| MIG             | 16 | Mohamed Sissoko    |     |     |
| DAV             | 18 | Xisco              |     |     |
| DAV             | 20 | Mista              |     | 77' |
| MIG             | 21 | Pablo Aimar        |     | 89' |
| Entrenador:     |    |                    |     |     |
| Claudio Ranieri |    |                    |     |     |

Man of the Match:  Rubén Baraja (València CF)
Àrbitre principal:
 Terje Hauge
Àrbitres assistents:
 Steinar Holvik
 Ole Hermann Borgan

Quart àrbitre:
 Tom Henning Ovrebo
| Supercopa d'Europa 2004 |
| ----------------------- |
| País Valencià           |
| València CF Segon títol |